# Іоланта Льоте
Іоланта Льоте (пол. Jolanta Lothe; 19 квітня 1942, Вільнюс — 1 квітня 2022, Варшава) — польська акторка театру та кіно.

## Біографія
Іоланта Льоте народилася 19 квітня 1942 року у Вільнюсі. Дочка акторки Ванди Станіславської-Льоте. Акторську освіту здобула у Державній вищій театральній школі у Варшаві, яку закінчила у 1966 році. Акторка театрів у Варшаві.
Померла 1 квітня 2022 року у віці 79 років.

## Вибрана фільмографія
- 1970 — Рейс
- 1971 — Проблемний гість
- 1974 — Потоп